# European Terrestrial Reference System 1989
European Terrestrial Reference System 1989 (in italiano: Sistema europeo di riferimento terrestre 1989) è un sistema di riferimento cartesiano geodetico di tipo di ECEF (Earth-centred, Earth-fixed, cioè geocentrico), dove la placca euroasiatica è statica. In Europa, le coordinate e le mappe basate sull'ETRS89 non sono soggette al cambiamento causato dalla deriva continentale. È il datum ufficiale adottato in Europa.

## Sviluppo
Lo sviluppo di ETRS89 è collegato con il riferimento geodetico globale di ITRS, nel quale  la rappresentazione della deriva continentale è equilibrata in modo tale che la quantità di moto angolare apparente totale delle zolle continentali è circa 0.
ETRS89 è stato istituito ufficialmente alla riunione del 1990 di EUREF a Firenze, secondo la Risoluzione 1, che raccomanda che il sistema di riferimento terrestre da utilizzare da EUREF sia coincidente con ITRS nel 1989.0 e corrispondente alla parte stabile della placca euroasiatica. Secondo la risoluzione, questo sistema è stato chiamato sistema di riferimento dell'European Terrestrial Reference 89 (ETRS89). Da allora ETRS89 e ITRS divergono a causa della deriva continentale ad una velocità circa 2,5 cm all'anno. Nell'anno 2000 i due sistemi di riferimento differivano di circa 25 cm.
Dovrebbe essere chiaro che l'89, come nome, non è l'anno di realizzazione, ma l'anno di definizione iniziale, l'anno in cui ETRS89 era completamente equivalente a ITRS. I dati di ETRF89 corrispondevano ai dati di ITRS. Per ogni dato di ITRS, viene calcolata la serie di valori di corrispondenza ETRF89. ETRF2000, per esempio, è una trasformazione dei valori  di  ETRF89, perché corrisponda a ITRF2000. 
ETRF89 è la struttura di riferimento suggerita per il geodata dell'Europa. È l'unico riferimento geodetico (datum) da utilizzare per mappare ed effettuare rilevamenti in Europa. Svolge lo stesso ruolo in Europa del NAD-83 per l'America del Nord (NAD-83 è un riferimento in cui la placca nordamericana complessivamente si considera statica e si utilizza per mappare e compiere rilievi negli Stati Uniti, nel Canada e nel Messico). ETRS89, così come NAD-83, è basato sull'ellissoide GRS80; WGS-84 è invece attualmente basato sull'omonimo ellissoide che differisce dal primo per circa 0,105 mm sul semiasse minore.